# Abacetus aeneolus
Abacetus aeneolus là một loài bọ chân chạy thuộc phân họ Pterostichinae. Loài này được Chaudoir mô tả lần đầu năm 1869 và là loài động vật đặc hữu của Namibia.